# Sal Viscuso
Sal Viscuso (Brooklyn (New York), 5 oktober 1948) is een Amerikaans acteur.

## Biografie
Viscuso heeft gestudeerd aan de Universiteit van Californië in Davis (Californië) waar hij zijn bachelor of arts haalde, hier was hij ook actief in het theater. Hierna ging hij studeren aan de New York-universiteit in New York waar hij zijn master of fine arts aan de School of Arts haalde.

## Filmografie

### Films
Uitgezonderd korte films.
- 2022 Lyle, Lyle, Crocodile - als de rechter
- 2013 American Seagull – als dr. Don Dorn
- 2001 The Cure for Boredom – als Joey
- 2000 The Amati Girls – als pastoor Dedice
- 1998 Confessions of a Sexist Pig – als Marty
- 1997 Killer per caso – als advocaat van Lambert
- 1996 Pinocchio's Revenge – als gevangenisbewaker
- 1996 The Dentist – als Matthew Zeigler
- 1995 Kicking and Screaming – als leraar
- 1993 Remember – als video monteur
- 1988 14 Going on 30 – als mr. Lloyd
- 1987 Spaceballs – als radiobediener
- 1986 Jake Speed – als medewerker krantenkiosk
- 1985 This Wife for Hire – als Paul Bellini
- 1983 Princess Daisy – als Wingo
- 1983 Max Dugan Returns – als coach Roy
- 1980 Fatso – als Vito
- 1977 The World's Greatest Lover – als assistent regisseur
- 1974 The Taking of Pelham One Two Three – als politieagent O'Keefe

### Televisieseries
Uitgezonderd eenmalige gastrollen.
- 2014 Scandal - als Clark - 2 afl.
- 2000 Port Charles – als Ronald Price - 5 afl.
- 1994 – 1995 Lois & Clark: The New Adventures of Superman – als Bobby Bigmouth – 5 afl.
- 1993 Sisters - als Harold J. Wise – 3 afl.
- 1987 – 1988 Spenser: For Hire – als Sammy Backlin – 2 afl.
- 1977 – 1979 Soap – als pastoor Timothy Flotsky – 24 afl.
- 1975 The Montefuscos – als Nunzio Montefusco – 9 afl.

### Computerspellen
- 2023 Starfield - als Henrik Zuran
- 2006 Reservoir Dogs - als stem
- 2006 Hitman: Blood Money– als stem
- 1996 Eraser – Turnabout – als Brian Gill